# Hystrix crassispinis
Hystrix crassispinis é uma espécie de roedor da família Hystricidae.
É endêmico de Bornéu, podendo ser encontrado na metade norte da ilha (Brunei, Malásia e Indonésia).